# Văliug
Văliug is een Roemeense gemeente in het district Caraș-Severin.
Văliug telt 970 inwoners.